# Gabajeva Greda
Gabajeva Greda je vesnice v Chorvatsku v Koprivnicko-križevecké župě. Je jednou ze dvou vesnic dohromady tvořících opčinu Hlebine. V roce 2011 zde žilo 149 obyvatel. Počet obyvatel od roku 1961, kdy zde žilo 683 obyvatel, pravidelně klesá.
Blízko Gabajevy Gredy protéká řeka Dráva a nachází se zde skupina malých jezer. Vesnicí prochází silnice Ž2114.

## Sousední vesnice
| Růžice kompasu | Komatnica | Otočka         | Novačka | Růžice kompasu |
| Růžice kompasu | Hlebine   | Sever          | Repaš   | Růžice kompasu |
| Růžice kompasu | Hlebine   | Gabajeva Greda | Repaš   | Růžice kompasu |
| Růžice kompasu | Hlebine   | Jih            | Repaš   | Růžice kompasu |
| Růžice kompasu | Molve     |                |         | Růžice kompasu |